# 요스 다르던
요저프 "요스" 다르던(네덜란드어: Jozef "Jos" Daerden ˈjoː.zəf ˈjɔs ˈdaːr.də(n)[*], 1954년 11월 26일, 림뷔르흐 주 통에런 ~)은 벨기에의 축구 감독이자 전직 선수이다. 그는 현재 헹크의 수석 코치이다.

## 클럽 경력
다르던은 현역 시절 통에런, 스탕다르 리에주, 로다, 베이르스홋, 그리고 헤르미날 에케런에서 활약했다.

## 국가대표팀 경력
다르던은 1982년부터 1984년까지 벨기에 국가대표팀 경기에 5번 출전했다.

## 감독 경력
그는 베베런, 로멀, 스탕다르 리에주, 리르서, 헹크, 몽스, 헤르미날 베이르스홋, 그리고 메탈루르흐 도네츠크 등을 지도했다. 2009년 9월 3일, 그는 에메 앙튀아니스의 후임으로 시즌 말까지 헤르미날 베이르스홋 감독을 맡게 되었다. 2010년 6월, 다르던은 네덜란드 리그를 우승한 트벤터로 둥지를 옮겨 미셸 프뢰돔을 보좌하게 되었다. 2011년 6월 28일, 그는 전 시즌 강등을 당한 샤를루아의 사령탑으로 1년 계약했다.

## 사생활
그의 아들 쿤 다르던도 전직 축구 선수였다.

## 수상

### 클럽
스탕다르 리에주
- 벨기에 1부 리그: 1981–82, 1982–83
- 벨기에 컵
  - 우승: 1980–81
  - 준우승: 1983–84
- 벨기에 슈퍼컵: 1981, 1983
- 유러피언 컵위너스컵 준우승: 1981-82
- 인터토토컵: 1980,[8] 1982[9]

### 감독
리르서
- 벨기에 슈퍼컵: 1997